# Молчание доктора Мурке
«Молчание Доктора Мурке» (нем. «Doktor Murkes gesammeltes Schweigen und andere Satiren», дословно «Собранное молчание доктора Мурке и другая сатира») — рассказ и одноимённый мастерский сборник рассказов западногерманского писателя Генриха Бёлля, шедевр сатиры и социальной критики. Рассказ «Молчание доктора Мурке» опубликован в декабрьском номере журнала «Frankfurter Hefte» за 1955 год. Впервые опубликован на русском языке в журнале Иностранная литература, № 7, 1956 г.

## Состав
Сборник рассказов «Молчание доктора Мурке» — это литературная жемчужина, которая привлекает читателей впечатляющим сочетанием сатиры, социальной критики и глубоких размышлений. Отдельные рассказы, созданные между 1947 и 1954 годами, характеризуются блестящим стилем повествования Бёлля, его точным языком и его острым наблюдательным умом. Сборник состоит из пяти рассказов:
- Молчание Доктора Мурке / Doktor Murkes gesammeltes Schweigen (1955) перевод — С. Фридлянд
- Не только под Рождество / Nicht nur zur Weihnachtszeit (1952) перевод — С. Фридлянд
- Что-то произойдёт. История полная действия / Es wird etwas geschehen (1956) перевод — А. Кабисова),
- Столичный дневник / Hauptstädtisches Journal (1957) перевод — Л. Чёрной
- Выбрасыватель / Der Wegwerfer (1957) перевод А. Кабисова)[2]

Первый рассказ Молчание Доктора Мурке открывает сборник язвительной сатирой на медиа-ландшафт и манипулирование информацией. Здесь Бёлль исследует влияние средств массовой информации на общество и поднимает вопросы об истине и морали. Главный герой, доктор Мурке, молодой редактор отдела культуры на радио, сообщает шефу, что собирает обрезки магнитной ленты, вырезая ненужные паузы при монтаже, затем склеивает их, и, таким образом, собирает тишину, молчание. Для этой цели он даже приглашает девушку "намолчать" в микрофон столько, сколько она сможет. Гротеск сюжета — в конфликте между личной неприкосновенностью и требованиями его работы.
Другие рассказы тонко разоблачают поверхностность и лживость общества. Персонажи Белля часто представляют собой людей, которые рискуют нарушить социальные нормы и ожидания и ищут правды. При этом он изображает их с состраданием и пониманием их человеческих слабостей. Герой рассказа Выбрасыватель создал теорию выбрасывания ненужного содержания бумажной корреспонденции, отфильтровывая её по степени нужности.
Сборник является шедевром литературного реализма, и Белль не стесняется осуждать социальные и политические проблемы своего времени. Рассказы сборника — прекрасные примеры того, как он освещает в своих рассказах современные темы, такие как денацификация, немецкое экономическое чудо и послевоенный период.
Генриху Бёллю удается облекать сложные идеи и эмоции в лаконичные истории, которые заставляют читателя задуматься и задуматься. С его критическим отношением к обществу и тонкой иронией он ставит под сомнение человеческие действия и социальные структуры своего времени.
В целом, «Молчание доктора Мурке» - это вневременной сборник рассказов, который по-прежнему актуален и значим сегодня. Литературный талант Генриха Белля проявляется в каждой строчке, а его рассказы доставляют удовольствие любому любителю утонченной литературы. Этот сборник, несомненно, является одним из самых значительных произведений немецкой литературы и будет продолжать вдохновлять и вдохновлять читателей в будущем.

## Экранизация и радиоспектакли
- ТВ фильм (1964)[4] (нем.)

Местом съемок фильма стал Радиохаузен Гессенского радио во Франкфурте-на-Майне и его знаменитый Золотой зал.
- Телевизионный спектакль 1969 года, режиссёр — Михаил Козаков[5]

- Радиоспектакль по рассказу[6] (нем.)